# Chantepérier
Chantepérier est une commune nouvelle française résultant de la fusion — au 1er janvier 2019 — des communes de Chantelouve et du Périer, située dans le département de l'Isère, en région Auvergne-Rhône-Alpes.

## Géographie

### Situation et description
La commune de Chantepérier, située dans le Valbonnais a une partie de son territoire dans le  parc des Écrins. Les villages et hameaux qui la constituent sont disséminés le long de  La Malsanne et de la route du Col d'Ornon, reliant  Le Bourg-d'Oisans à  La Mure. Son affluent, le Tourot, traverse le centre du village du Périer.
Cette vallée glaciaire orientée Nord-Sud présente des versants abrupts sur près de 1500 m de dénivellation. La rive gauche est à dominante forestière jusqu'à 1800 m d'altitude, alors que la rive droite présente un fasciés à dominante rocheuse constitué par la chaine de montagnes allant des sommets du Coiro (2606 m) au Grand Armet (2792 m).
|                 | Ornon        | Villard-Notre-Dame         |
| Lavaldens       | Chantepérier | Saint-Christophe-en-Oisans |
| Oris-en-Rattier | Entraigues   | Valjouffrey                |

### Géologie et relief
La commune est située sur la faille du col d'Ornon.

### Climat
Pour des articles plus généraux, voir Climat d'Auvergne-Rhône-Alpes et Climat de l'Isère.
En 2010, le climat de la commune est de type climat de montagne, selon une étude du Centre national de la recherche scientifique s'appuyant sur une série de données couvrant la période 1971-2000. En 2020, Météo-France publie une typologie des climats de la France métropolitaine dans laquelle la commune est exposée à un climat de montagne ou de marges de montagne et est dans la région climatique Alpes du sud, caractérisée par une pluviométrie annuelle de 850 à 1 000 mm, minimale en été.
Pour la période 1971-2000, la température annuelle moyenne est de 7,4 °C, avec une amplitude thermique annuelle de 16,5 °C. Le cumul annuel moyen de précipitations est de 1 335 mm, avec 9,1 jours de précipitations en janvier et 7,6 jours en juillet. Pour la période 1991-2020, la température moyenne annuelle observée sur la station météorologique de Météo-France la plus proche, « Lavaldens », sur la commune de Lavaldens à 6 km à vol d'oiseau, est de 8,3 °C et le cumul annuel moyen de précipitations est de 1 241,5 mm,. Pour l'avenir, les paramètres climatiques de la commune estimés pour 2050 selon différents scénarios d'émission de gaz à effet de serre sont consultables sur un site dédié publié par Météo-France en novembre 2022.

### Voies de communication
Le territoire communal est traversé par la route départementale 526 (RD526) selon un axe nord-sud.

## Urbanisme

### Typologie
Au 1er janvier 2024, Chantepérier est catégorisée commune rurale à habitat très dispersé, selon la nouvelle grille communale de densité à sept niveaux définie par l'Insee en 2022.
Elle est située hors unité urbaine et hors attraction des villes,.

### Risques naturels et technologiques

#### Risques sismiques
L'ensemble du territoire de la commune de Chantepérier est situé en zone de sismicité n°3 (sur une échelle de 1 à 5), non loin la zone n°4 qui se situe au centre du département de l'Isère (vers Vizille et Grenoble).
| Type de zone | Niveau            | Définitions (bâtiment à risque normal) |
| ------------ | ----------------- | -------------------------------------- |
| Zone 3       | Sismicité modérée | accélération = 1,1 m/s2                |

## Toponymie
Le nom de la commune, Chantepérier, a été artificiellement créé lors de sa création par agrégation des noms des anciennes communes de Chantelouve et le Périer.

## Histoire
La commune est créée au 1er janvier 2019 par un arrêté préfectoral du 18 décembre 2018.

## Politique et administration

### Liste des maires
| Période                                  | Période  | Identité          | Étiquette | Qualité       |
| ---------------------------------------- | -------- | ----------------- | --------- | ------------- |
| Les données manquantes sont à compléter. |          |                   |           |               |
| mars 2014                                | En cours | Christelle Meheut | SE        | Fonctionnaire |

### Communes déléguées
| Nom                 | Code Insee | Intercommunalité    | Superficie (km2) | Population (dernière pop. légale) | Densité (hab./km2) |
| ------------------- | ---------- | ------------------- | ---------------- | --------------------------------- | ------------------ |
| Chantelouve (siège) | 38073      | CC de la Matheysine | 33,41            | 80 (2016)                         | 2,4                |
| Le Périer           | 38302      | CC de la Matheysine | 47,99            | 130 (2016)                        | 2,7                |

## Population et société

### Démographie
L'évolution du nombre d'habitants est connue à travers les recensements de la population effectués dans la commune depuis sa création.

En 2022, la commune comptait 211 habitants, en évolution de +0,48 % par rapport à 2016 (France hors Mayotte : +2,11 %).
| 2015 | 2020 | 2022 |
| ---- | ---- | ---- |
| 217  | 200  | 211  |

### Enseignement
La commune est rattachée à l'académie de Grenoble.

### Médias
Historiquement, le quotidien régional Le Dauphiné libéré consacre, chaque jour, y compris le dimanche, dans son édition de Romanche et Oisans, un ou plusieurs articles à l'actualité de la communauté de communes, du canton, ainsi que des informations sur les éventuelles manifestations locales.
La commune est située sur l'aire de diffusion de radio Ici Isère, une radio publique qui émet sur tout le territoire du département de l'Isère.

## Économie
L'ancienne commune du Périer accueille, au cœur du lieu-dit les Doras, le site d'exploitation de l'eau de source Valécrin.

## Culture locale et patrimoine

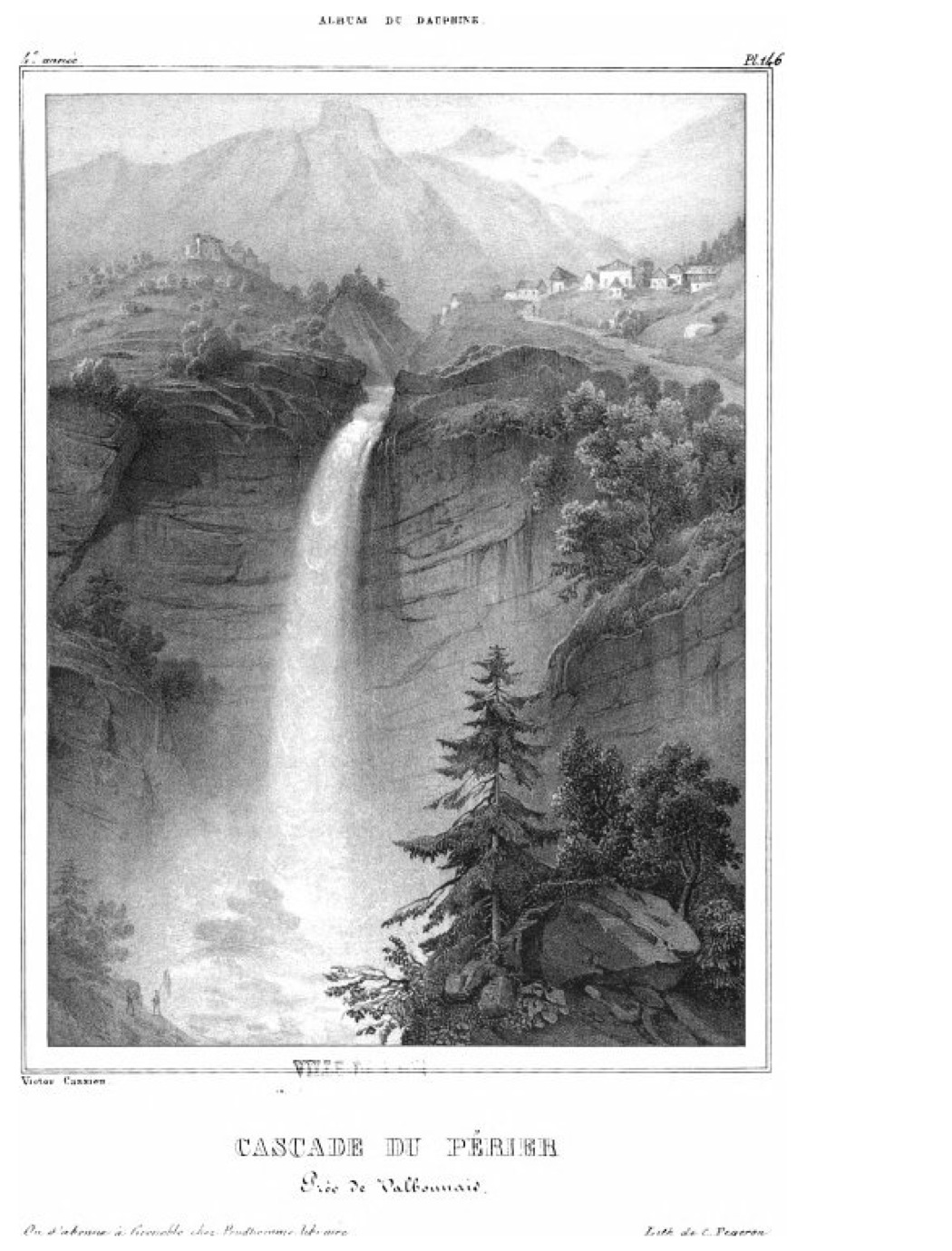
La cascade de Confolens, gravure ancienne

### Lieux et monuments
- La cascade de Confolens, au-dessus du Périer[15].
- Église Saint-Irénée de Chantelouve.
- L'église Saint-Vincent du Périer de 1875[16].

### Langue régionale
Historiquement, Chantelouve appartient à la zone de parlers occitans de type vivaro-alpins.

### Héraldique
|  | Chantepérier possède des armoiries dont l'origine et le blasonnement exact ne sont pas disponibles. |